# Arthur Bernède
Arthur Bernède fr: aʀtyʀ bɛʀnɛ:d, (ur. 5 stycznia 1871 w Redon, zm. 20 marca 1937 w Paryżu) – francuski pisarz, dramaturg i nowelista. 
Przyjaciel Gastona Leroux. Autor wielu powieści kryminalnych utrzymanych w stylistyce opowieści Arthura Conana Doyle’a. Twórca postaci: Belphegora, upiora Luwru, Judexa, Fantomasa i Vidoqa. W 1926 został Oficerem Legii Honorowej.